# Norme di buona fabbricazione
Le norme di buona fabbricazione (NBF), o buone prassi di fabbricazione, o ancora norme di buona preparazione (NBP), sono un insieme di regole, procedure e linee guida in base alle quali vengono prodotti i farmaci (in Europa si usa il termine medicinali), i cibi e le sostanze farmacologicamente attive (in inglese Active Pharmaceutical Ingredients, API).
Il meccanismo di campionamento dei prodotti può fornire solo garanzie di tipo statistico sul fatto che i campioni stessi (ed eventualmente le aree adiacenti al luogo dove vengono prelevati i campioni) siano idonei all'uso; di conseguenza, poiché i controlli finali si basano tutti su tecniche di campionamento, le NBF seguono un approccio olistico secondo il quale vengono regolamentati nel loro complesso gli ambienti di produzione e di controllo in laboratorio.
Una componente estremamente importante delle NBF è la necessità di documentare ogni aspetto del processo, ogni attività ed ogni operazione. Se la documentazione non è corretta ed in ordine, se non evidenzia il modo in cui il prodotto è stato fabbricato e verificato, permettendo la rintracciabilità e il ritiro dal mercato in caso di problemi futuri, allora il prodotto viene considerato contaminato (negli Stati Uniti il termine corrispondente è adulterato).
La versione delle NBF elaborate dall'Organizzazione Mondiale della Sanità viene utilizzata dalle industrie farmaceutiche e dalle autorità di controllo del settore in oltre 100 paesi nel mondo, in particolare nei paesi in via di sviluppo. Nell'Unione Europea sono in vigore le relative norme europee, più restrittive rispetto a quelle dell'OMS, mentre negli Stati Uniti è in vigore la versione della Food and Drug Administration, anch'essa con prescrizioni aggiuntive rispetto a quelle elaborate dall'OMS. Meccanismi analoghi alle NBF sono in uso in altre nazioni (Australia, Canada, Giappone, Singapore ecc.), sempre con prescrizioni molto articolate e sofisticate.
A partire dalla pubblicazione (nel 1999) delle NBF per i componenti farmacologicamente attivi ad opera dell'apposita conferenza internazionale di armonizzazione (International Conference on Harmonization, ICH), le NBF vengono applicate anche alla produzione e al controllo delle sostanze attive grezze, sia nei paesi e nelle aree di accordo commerciale firmatari della ICH (UE, Giappone, USA), sia in altri paesi che ne hanno adottato le linee guida (ad esempio, Australia, Canada, Singapore).

Esistono anche altri sistemi di "Buona Pratica" impostate sulla stessa linea delle NBF:
- "Norme di Buona Pratica di Laboratorio" (BPL) per laboratori che svolgono studi non-clinici (studi di tossicologia e farmacologia sugli animali)
- "Buona Pratica Clinica" per ospedali e ricercatori clinici che svolgono studi clinici su nuovi farmaci destinati agli esseri umani
- "Buona Pratica nella Distribuzione" (NBD) per grossisti e distributori.

Queste norme di "Buona Pratica", ed altre non citate qui, seguono tutte una filosofia simile.
Negli Stati Uniti, la FDA ossia la Food and Drug Administration (l'ente che presiede alla regolamentazione dei prodotti alimentari e dei farmaci) diffonde le linee di condotta relativa alle NBF tramite il meccanismo del Registro Federale e numerose linee guida dirette all'industria. Le NBF negli Stati Uniti sono una combinazione di leggi (principalmente il CFR 21, parti 210 e 211), delle migliori e attuali modalità produttive industriali e della filosofia dell'FDA espressa nelle proprie pubblicazioni, guide e linee guida, ed altra documentazione interna come le Guide alle Procedure di Conformità e alcune parti del Manuale di Ispezione delle Operazioni Produttive. Quindi le NBF sono soggette a un processo di continua evoluzione in relazione ai miglioramenti produttivi di ogni azienda del settore.
L'ambito di applicazione delle NBF statunitensi è definito nel regolamento FDA (21 CFR210.1) dove è stabilito che le regole citate nel suddetto capitolo devono essere considerate "NBF minime e correnti". Infatti l'FDA ammise nel 1976, data di edizione dell'attuale gruppo di regole, che le regole stesse devono essere considerate "dinamiche" e costantemente passibili di variazioni correlate con l'emergere di nuove tecnologie, nuove concezioni o influenze. Per questo motivo le NBF statunitensi vengono definite 
"correnti" (o cNBF). Contrariamente alle NBF europee e ad altre NBF che sono normalmente aggiornate e ri-edite ogni 5-7 anni, il testo delle US NBF è rimasto sostanzialmente invariato per 30 anni, visto che l'FDA non sente alcun esigenza pressante di elaborare revisioni poiché rimane valido il concetto che le norme di base devono essere "minime e correnti".
Contrariamente a molti altri paesi, le delibere e le pubblicazioni dell'FDA, incluse le pubblicazioni interne, sono soggette alla Legge sulla Libertà dell'Informazione negli Stati Uniti, e ciò comporta che quasi tutti i documenti succitati possano essere scaricati via Internet. Una risorsa chiave per le NBF applicate alla industria farmaceutica è il Portale WEB dell'FDA per l'Industria Farmaceutica .
In Europa le NBF sono definite nella Direttiva 2003/94/CE. Sono state elaborate delle linee guida per assistere i produttori nel conformarsi a regole e leggi. Tali linee guida fanno parte di una collezione chiamata Eudralex, scaricabili dalla pagina Web EU NBF .
Sebbene ogni NBF nel mondo includa concetti simili, ci sono comunque delle differenze importanti. Nelle NBF Europee, e nelle NBF di quelle nazioni che fanno parte del Piano di Cooperazione nelle Ispezioni Farmaceutiche (PIC/S), la responsabilità di assicurare che i farmaci siano prodotti in accordo con metodi di produzione e controllo registrati presso le autorità e nel rispetto delle NBF, fa capo alla Persona Qualificata (PQ) (Qualified Person), definita anche Persona Responsabile che si assume la responsabilità personale e legale di certificare che ciascun lotto di prodotto è stato prodotto in accordo con le autorizzazioni commerciali e con le NBF. Negli Stati Uniti le responsabilità della PQ sono conferite nell'ambito del gruppo di Assicurazione Qualità della società.
In Europa e nei paesi membri del PIC/S, le responsabilità personali e legali per non-conformità con le autorizzazioni commerciali e con le NBF sono conferite alla PQ che rischia multe e pene detentive per la mancata conformità. Negli Stati Uniti la responsabilità finale, e le eventuali multe o pene detentive, sono conferite al Chief Executive Officer (CEO) della società.